# Benjamin Reiners
Benjamin Reiners (* 1983 in Duisburg) ist ein deutscher Dirigent. Er ist seit der Spielzeit 2025/2026 Generalmusikdirektor am Theater Chemnitz.

## Leben und Wirken
Benjamin Reiners studierte von 2003 bis 2007 Evangelische Kirchenmusik an der Hochschule für Musik und Tanz Köln, wo Johannes Geffert und Reiner Schuhenn zu seinen wichtigsten Lehrern zählten. Anschließend studierte er Dirigieren an der Hochschule für Musik Detmold bei Karl–Heinz Bloemeke (Kapellmeisterklasse), Christoph Ulrich Meier, Fabio Vettraino (Opernschule) und bei Jean–Efflam Bavouzet (Klavier).
Reiners erhielt 2009 sein erstes Engagement als Solorepetitor und Kapellmeister am Münchner Staatstheater am Gärtnerplatz. 2011 wurde er an der Staatsoper Hannover zunächst Zweiter Kapellmeister und nach zwei Spielzeiten Erster Kapellmeister, bevor er 2016/17 zum stellvertretenden Generalmusikdirektor und Ersten Kapellmeister am Nationaltheater Mannheim avancierte.
Von 2019 bis Ende der Spielzeit 2024 wirkte Reiners als Generalmusikdirektor am Theater Kiel,  wo er im August 2019 mit einer einwöchigen Open–Air–Produktion von Giuseppe Verdis Aida auf dem Kieler Rathausplatz debütierte. Sein Antrittskonzert im September 2019 mit der Uraufführung einer Auftragskomposition von Stefan Johannes Hanke wurde sowohl von Deutschlandradio Kultur als auch NDR Kultur mitgeschnitten und mehrfach ausgestrahlt. Das Konzertprogramm „Im Fokus: Solistinnen und Solisten aus Kiel“ mit den Kieler Philharmonikern wurde 2021 auf NDR Kultur gesendet. Ein Konzertprogramm des Philharmonischen Orchesters Kiel unter Reiners Leitung mit dem Pianisten Fabian Müller wurde in Kooperation mit der Christian-Albrechts-Universität zu Kiel als Konzertdokumentationsfilm 2021 von einer Kieler Medienproduktionsfirma verfilmt.
Zudem leitete Reiners 2018 die „Space Night in Concert“ mit dem Münchner Rundfunkorchester, das Konzert im Prinzregententheater wurde im Sender ARD-alpha übertragen. Im selben Jahr gab er sein Debüt an der Deutschen Oper Berlin mit Verdis Un ballo in maschera und leitete dort auch die konzertante Aufführung von Verdis Messa da Requiem. Weitere Gastdirigate führten ihn unter anderem zu den Duisburger Philharmonikern, zur Staatsphilharmonie Rheinland-Pfalz, an die Oper Graz, die Oper Frankfurt und die Staatstheater Nürnberg und Darmstadt. An der Deutschen Oper am Rhein leitete er die Produktionen Die Fledermaus und Le nozze di Figaro. Sein Debüt beim Rheingau Musik Festival mit dem Württembergischen Kammerorchester Heilbronn gab er im Sommer 2020.
Ab der Spielzeit 2025/26 wird Reiner die Position des Generalmusikdirektors am Theater Chemnitz übernehmen.

## Engagement
Als erster Vorsitzender der Akademien am Theater Kiel e. V. sowie als Gastdirigent der Landesjugendorchester in Niedersachsen und Schleswig-Holstein setzte sich Reiners für die Förderung des musikalischen Nachwuchses ein. Mit dem Landesjugendorchester Schleswig-Holstein realisierte er 2021 ein filmisch festgehaltenes Konzert mit Werken von Felix Mendelssohn Bartholdy und Ludwig van Beethoven.